# NewPrinces
NewPrinces (vormals Newlat Group) ist ein multinationales Mehrmarken-Unternehmen in der Nahrungsmittel- und Getränkeindustrie mit Sitz im italienischen Reggio Emilia. Das vorwiegend auf Lebensmittel spezialisierte Unternehmen verfügt über Standorte in Italien, Deutschland und Großbritannien, in denen mehr als 8800 Mitarbeiter beschäftigt sind.

## Geschichte
Das Unternehmen entstand aus einem Milchgeschäft von Angelo Mastrolia in der süditalienischen Stadt Salerno. Es wuchs seit 2004 vor allem durch Akquisitionen, indem es unter anderem in Schieflage geratene Sparten, Marken und Vermögensteile von großen multinationalen Konzernen erwarb, etwa Sansepolcro und Polenghi 2008, Birkel und 3 Glocken 2013 oder Delverde 2019. Ein Größensprung kam mit dem Erwerb von Newlat aus dem bankrotten italienischen Lebensmittel- und Molkereikonzern Parmalat für einen symbolischen Euro. Die Millionenschulden wurden dabei mitgekauft und offenbar innerhalb kurzer Zeit eliminiert.
2019 wurde das Unternehmen an der Mailänder Börse gelistet. Weniger als ein Jahr später kaufte Newlat die italienische Molkereigruppe Centrale del Latte d’Italia S.p.A., Nummer 3 auf dem italienischen Milchmarkt. Mit dem Kauf von Symington's in Großbritannien stieg Newlat in das Fertiggericht-Segment ein.
Am 18. März 2022 wurde in Frankreich nach der Kontaminierung durch E.-coli-Bakterien ein Rückruf des Produkts „Fraîch’up“ (Tiefkühlpizza) von Buitoni im gesamten Land durchgeführt. Die Kontamination verursachte den Tod zweier französischer Kinder. Der Produktionsort der vergifteten Pizzen wurde daraufhin im Norden Frankreichs im Werk von Buitoni identifiziert.
Die heutige NewPrinces mit mehr als zweieinhalb Dutzend Marken entstand schließlich Ende Juli 2024 aus der Übernahme der britischen Princes Group für 941 Millionen US-Dollar durch Newlat. Anfang 2025 wurde eine Vereinbarung getroffen, ein Werk in Norditalien von der Spirituosengruppe Diageo zu kaufen. Im Juli 2025 gab NewPrinces bekannt, Kraft Heinz’ italienische Sparte für Kleinkind- und Spezialnahrung einschließlich der Marke Plasmon für 120 Millionen Euro zu kaufen. Im selben Monat wurde bekannt, dass NewPrinces 2026 Carrefour Italia S.p.A. übernehmen wird. Mit dieser Akquisition wird das Unternehmen auf mehr als 18.000 Mitarbeiter weltweit anwachsen und mit einem prognostizierten Umsatz von 6,9 Milliarden Euro der zweitgrößte italienische Lebensmittelkonzern sein.

## Konzernstruktur
2024 unterhielt NewPrinces Niederlassungen in Italien, Großbritannien, Deutschland, Frankreich, Polen, den Niederlanden und Mauritius.
Mit 31 Produktionsstandorten (davon 15 in Italien und 11 im Vereinigten Königreich) ist es eigenen Angaben zufolge Marktführer in 10 Kategorien, darunter bei Pastas, Hülsenfrüchten, Konserven, Fisch und Tomaten, alkoholfreien Getränken und Säften, Backwaren, Milch und Milchprodukten, Fertiggerichten und Spezialnahrung. Produziert werden darüber hinaus unter anderem Speiseöle, Saucen und Desserts.
Angelo Mastrolia kontrolliert das Unternehmen mit 68,45 % der Stimmrechte und steht dem Aufsichtsrat vor. Sein Sohn Giuseppe Mastrolia ist Vorstandsvorsitzender.